# القوات البرية للولايات المتحدة
القوات البرية للولايات المتحدة أو جيش الولايات المتحدة هو الفرع البري من القوات المسلحة الأمريكية. يمثل الجيش أحد الأفرع الثمانية المؤلفة للقوات النظامية الأمريكية ويعدّه دستور الولايات المتحدة مسؤولًا عن القوات البرية الأمريكية. يعد الجيش أقدم وأرفع فرع في القوات المسلحة الأمريكية بحسب ترتيب الأسبقية. إذ ترجع أصول الجيش الأمريكي الحديث إلى الجيش القاري الذي تشكل بغية القتال في الحرب الثورية الأمريكية (1775-1783) في 14 يونيو عام 1775 أي قبل الإعلان عن تأسيس الولايات المتحدة كبلد مستقل. استحدث الكونغرس الكونفدرالي جيش الولايات المتحدة بعد انتهاء الحرب الثورية حتى يحل محل الجيش القاري المنحل في 3 يونيو عام 1784. يعتبر الجيش الأمريكي نفسه استمرارًا للجيش القاري، وبالتالي يمثل تأسيسه المؤسسي أصل تلك القوة المسلحة المستحدثة في عام 1775.
يعد الجيش الأمريكي أحد الشعب المتفرعة عن القوات النظامية الأمريكية ويمثل جزءًا من إدارة القوات البرية التي تمثل بدورها إحدى الإدارات الثلاث التابعة لوزارة الدفاع. يتولى قيادة الجيش الأمريكي موظف مدني رفيع المستوى يشغل منصب أمين القوات البرية، وضابط عسكري أول، ورئيس أركان القوات البرية (سي إس إيه) وهو أيضًا عضو في هيئة الأركان المشتركة. تعد القوات البرية أكبر فرع عسكري إذ بلغ منتهى القوة المتوقع للقوات النظامية البرية (يو إس إيه) 480,893 جندي في نهاية السنة المالية 2020، في حين بلغ عدد عناصر الحرس الوطني البري (إيه آر إن جي) 336,129 جندي، وبلغ عدد عناصر القوات البرية الاحتياطية الأمريكية (يو إس إيه آر) 188,703 جندي، ليبلغ مجموع عدد عناصر قطع القوات البرية الأمريكية 1,005,725 جندي. باعتبارها فرعًا من القوات المسلحة، يقع على عاتق القوات البرية «محاربة حروب الأمة والفوز بها من خلال تأمين الهيمنة البرية الفورية والمتواصلة عند خوض أي نوع من العمليات العسكرية أو صور النزاع دعمًا للقادة المحاربين». تشارك القوات البرية في صراعات عدة حول العالم وتمثل القوة البرية الهجومية والدفاعية الرئيسية الخاصة بالولايات المتحدة.

## المهمة
يمثل جيش الولايات المتحدة الفرع البري من القوات المسلحة الأمريكية. تعرف الفقرة رقم 7062 من الملخص العاشر من قانون الولايات المتحدة الغاية من الجيش على النحو الآتي:
- حفظ السلام والأمن وتمكين الدفاع عن الولايات المتحدة والكومنولث وتبعياتها وأي مناطق تحتلها الولايات المتحدة
- دعم السياسات الوطنية
- تنفيذ الأهداف الوطنية
- التغلب على أي أمة مسؤولة عن أفعالٍ عدوانية من شأنها تهديد سلم وأمن الولايات المتحدة

صاغت إستراتيجية الجيش لسنة 2018 إضافة مؤلفة من ثماني نقاط وألحِقت برؤية الجيش لسنة 2028. رغم أن مهمة الجيش ظلت ثابتة فإن استراتيجيته تبني على الخطة الرامية إلى تحديث لواء الجيش من خلال زيادة التركيز على أنساق الفرق والفيالق. أضيف على الاستراتيجية التي تقرر استكمالها بحلول عام 2028 بند خاص بالتحديث والإصلاح في حالة الصراعات بالغة الشدة والعمليات المشتركة متعددة الميادين.
تتألف الكفاءات الخمسة الأساسية للجيش من القتال البري الفوري والمتواصل وخوض عمليات الأسلحة المشتركة (متضمنةً مناورات الأسلحة المشتركة وتأمين المساحات الواسعة والعمليات المدرعة والآلية وعمليات الهجوم الجوي والعمليات المحمولة جوًا) والعمليات الخاصة وتهيئة ومؤازرة مسرح القتال للقوة المشتركة وإشراك القوة المشتركة الوطنية ومتعددة الجنسيات على الأرض.

## التاريخ

### الأصول
أنشأ الكونغرس القاري الثاني الجيش القاري بتاريخ 14 يونيو عام 1775 بصفته جيشًا موحدًا من أجل أن يحارب بريطانيا العظمى لصالح المستعمرات وعُين جورج واشنطن قائدًا عليه. قاد الجيش في بادئ الأمر مجموعة من الرجال الذين خدموا في الجيش البريطاني أو الميليشيات الاستعمارية والذين جلبوا معهم قدرًا كبيرًا من التراث العسكري البريطاني. وبالترافق مع استمرار الحرب الثورية، أسهمت المساعدة الفرنسية والموارد والتفكير العسكريين في تشكيل الجيش حديث العهد. قدِم عدد من الجنود الأوروبيين بمفردهم لتقديم يد المساعدة مثل فريدريش فيلهلم فون شتويبن الذي علّم الجنود تكتيكات الجيش البروسي ومهارته التنظيمية.
قاتل الجيش في العديد من المعارك التي تجهز لخوضها وحارب أيضًا في المنطقة الجنوبية في عام 1780 وعام 1781. لجأ الجيش القاري في بعض الأحيان إلى استعمال إستراتيجية فابيان وتكتيكات الكر والفر تحت قيادة اللواء نثنائيل غرين والتي ضربت البريطانيين في نقطة ضعفهم وعملت على إضعاف قواتهم. قاد واشنطن قواته للنصر ضد البريطانيين في معركتي ترنتون وبرينستون ولكنه مني بالهزيمة في سلسلة من المعارك التي خاضها في حملة نيويورك ونيوجيرسي (1776) وحملة فيلادلفيا (1777). استطاع الجيش القاري التغلب على البريطانيين بعد النصر الحاسم الذي حققوه في يوركتاون فضلًا عن المساعدة التي قدمها الفرنسيون إليهم.
سرعان ما مُنح الجيش القاري شهادات عقارية وحُلّ بعدما وضعت الحرب أوزارها ليعكس ذلك انعدام ثقة الجمهورية بالجيوش الدائمة. أضحت ميليشيات الولايات الجيش البري الوحيد للأمة الوليدة وذلك باستثناء فوج وحيد تولى حماية التخوم الغربية وسرية مدفعية وحيدة كلفت بحماية مخزن الأسلحة في أكاديمية ويست بوينت. ولكن سرعان ما أدركت ضرورة تشكيل جيش دائم مدرب نظرًا للصراع المتواصل مع الأمريكيين الأصليين. كان الجيش النظامي صغيرًا للغاية في بادئ الأمر، وبعد هزيمة الجنرال سانت كلير في معركة واباش التي راح ضحيتها أكثر من 800 أمريكي، اعتُرف به تحت مسمى فيلق الولايات المتحدة والذي تأسس في عام 1791، وأطلق عليه اسم جيش الولايات المتحدة في عام 1796.
أسس الكونغرس خلال شبه الحرب مع فرنسا «جيشًا مؤقتًا» لمدة ثلاثة أعوام في عام 1798. بلغ قوام هذا الجيش عشرة آلاف رجل وتألف من اثني عشر فوج مشاة وست فرق من الخيالة الخفيفة. بحلول شهر مارس من عام 1799، استحدث الكونغرس «جيشًا نهائيًا» بلغ قوامه ثلاثين ألف رجل واشتمل على ثلاثة أفواج من الخيالة. كان هذان الجيشان موجودان على الورق فقط ومع ذلك احتُفظ بمعدات تكفي 3000 رجل وخيل.

### القرن التاسع عشر

#### أولى حروب التخوم
عادت حرب عام 1812، التي كانت ثاني وآخر حرب اندلعت بين الولايات المتحدة وبريطانيا العظمى، بنتائج مختلطة. لم يغزو الجيش الأمريكي كندا ولكنه سحق مقاومة الأمريكيين الأصليين لتوسعه في منطقة الشمال الغربي القديم وأثبت استقلاليته من خلال دحره لغزوتين كبيرتين شنتهما بريطانيا على البلاد في عام 1814 وعام 1815. استولى الجيش الأمريكي على أجزاء من غربي كندا العليا وحرق يورك وهزم تيكومسيه مما أدى إلى انهيار كونفدراليته الغربية، وجاء ذلك بعدما بسط الجيش سيطرته على بحيرة إري في عام 1813. عقب الانتصارات الأمريكية في مقاطعة كندا العليا الكندية، استطاعت القوات البريطانية التي أطلقت على الجيش الأمريكي لقب «النظاميين بالله!» أن تسيطر على العاصمة واشنطن وتحرقها بعد فشل الميليشيات في الدفاع عنها في عام 1814. غير أن الجيش النظامي أثبت جدارته وقدرته على هزيمة الجيش البريطاني خلال غزوتي بلاتسبورغ وبالتيمور مما دفع البريطانيين إلى الموافقة على الشروط القائمة قبل الحرب والتي كانوا رافضين لها قبل ذلك. ألحق أندرو جاكسون الهزيمة بالبريطانيين في معركة نيو أورلينز وحصار حصن سانت فيليب بعد أسبوعين من التوقيع على معاهدة بين البلدين (دون التصديق عليها) وغدا بطلًا قوميًا. سيطرت عناصر من القوات الأمريكية البحرية والبرية على سفنٍ بريطانية عدة في المناوشات الأخيرة من الحرب. تحتم على الطرفين (الولايات المتحدة وبريطانيا العظمى) العودة إلى الوضع الجغرافي القائم سابقًا بموجب ما نصت عليه المعاهدة، ولكن احتفظ سلاحا بحرية البلدين بالسفن الحربية التي استوليا عليها إبان فترة الصراع.